# Arthur Castrén
Johan Arthur Castrén  (né le 10 juin 1866 à Turtola et mort le né le 29 juin 1946 à Pietarsaari) est un homme politique finlandais,,. 

## Biographie
Arthur Castrén est député du Parti jeune finnois pour la Circonscription du Sud d'Oulu du 1er juin 1909 au 5 février 1913.
Arthur Castrén est Directeur de la commission des affaires intérieures  des gouvernements Svinhufvud I (27.11.1917–27.05.1918) et  Paasikivi I (27.05.1918–27.11.1918).
Arthur Castrén est sénateur du 27 novembre 1917 au 27 novembre 1918 et maire d'Helsinki de 1931 à 1936.